# Neodon fuscus
Neodon fuscus — вид гризунів родини Cricetidae. Спочатку її було занесено до категорії Lasiopodomys, але у 2012 році її перенесли до категорії Neodon. Зустрічається лише в Китаї. Її природним середовищем існування є луки помірного поясу.

## Характеристики
Ця полівка досягає довжини голови й тулуба від 11,0 до 15,0 сантиметрів, хвоста від 2,2 до 3,1 сантиметра та ваги від 30 до 58 грамів. Задні лапи мають довжину від 18 до 22 міліметрів, а вуха – від 14 до 19 міліметрів. Забарвлення тіла тварин сірувато-коричневе та відносно різко окреслене з боків на тлі сіро-пісочного хутра на животі. Хвіст чітко двоколірний, з коричневою верхньою поверхнею та піщаним нижнім. Верхні поверхні рук і ніг сірувато-піщані.